# Yoshinogawa

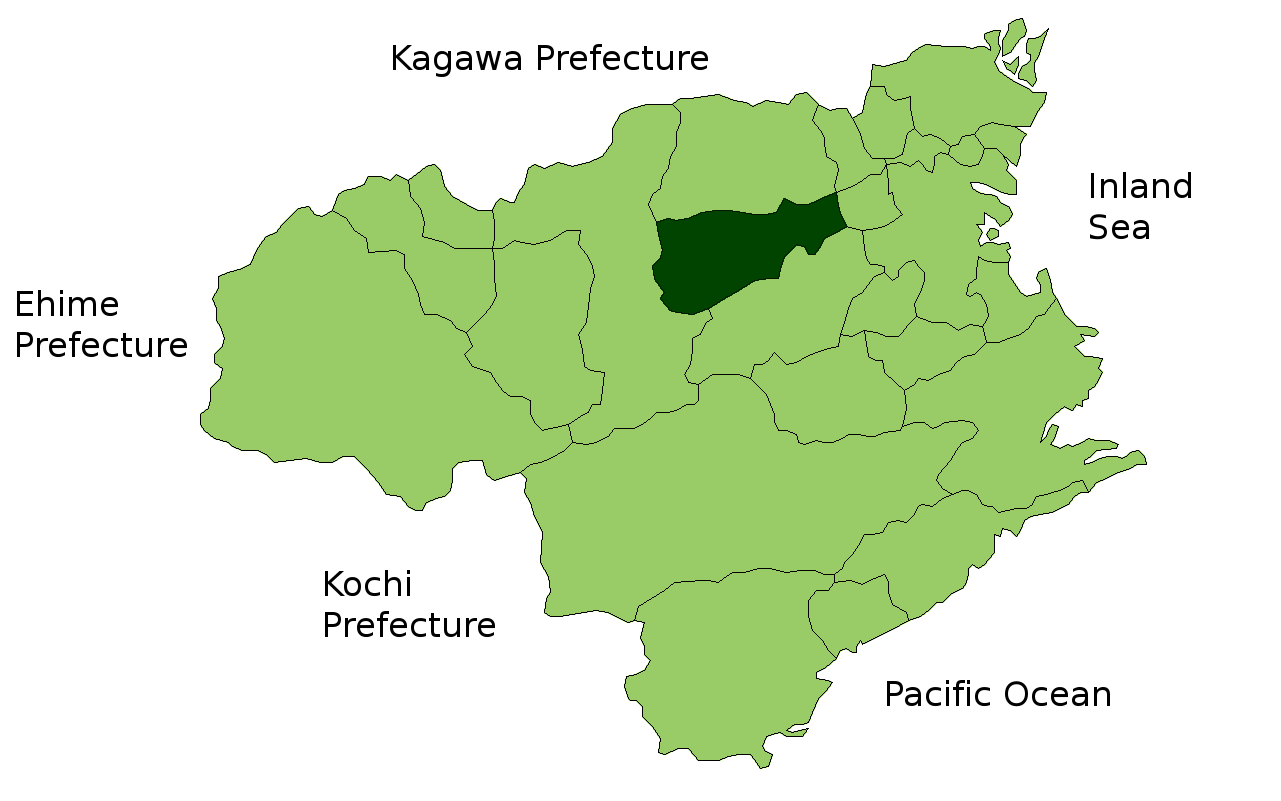

Yoshinogawa (吉野川市 Yoshinogawa-shi?) este un municipiu din Japonia, prefectura Tokushima.